# Гонсалес, Рауль
Рау́ль Гонса́лес Бла́нко (исп. Raúl González Blanco; род. 27 июня 1977, Мадрид, Испания), более известный как Рау́ль — испанский футболист, нападающий. На протяжении 16 лет выступал за «Реал Мадрид», был лучшим бомбардиром в истории этого клуба и считается одной из его легенд. Капитан сборной Испании по футболу, за которую играл на протяжении 10 лет (до 2010 года был рекордсменом по количеству забитых за сборную голов).
Трёхкратный победитель Лиги чемпионов УЕФА (входит в пятёрку лучших бомбардиров в истории турнира), шестикратный чемпион Испании, пять раз признавался футболистом года в Испании. Входит в список «ФИФА 100».

## Начало карьеры
Рауль вырос в окрестностях Мадрида, в поселении Маркони-да-Сан-Кристобаль-де-лос-Анхелес. Его отец, дон Педро, был страстным поклонником «Атлетико Мадрид», клуба, в котором заиграл Рауль после непродолжительного периода в команде «Сан Кристобаль». Молодой футболист, в течение двух лет, был одним из лучших воспитанников академии, поражая своей игрой весь тренерский штаб. С 1990-го по 1992 год Рауль провёл в академии клуба «Атлетико Мадрид», где ещё больше обрёл в себе уверенность, как в лучшем нападающем, которым он хотел стать в будущем. В 1992 году молодой талант попал в поле зрения скаутов из футбольного клуба «Реал Мадрид», которые без сомнений определили талант и уровень развития молодого нападающего. В том же году Рауль Бланко присоединился к молодёжной команде клуба «Реал Мадрид», где пробыл до 1994 года, пока не получил предложение о начале профессиональной карьеры.

## Клубная карьера

### «Реал Мадрид»

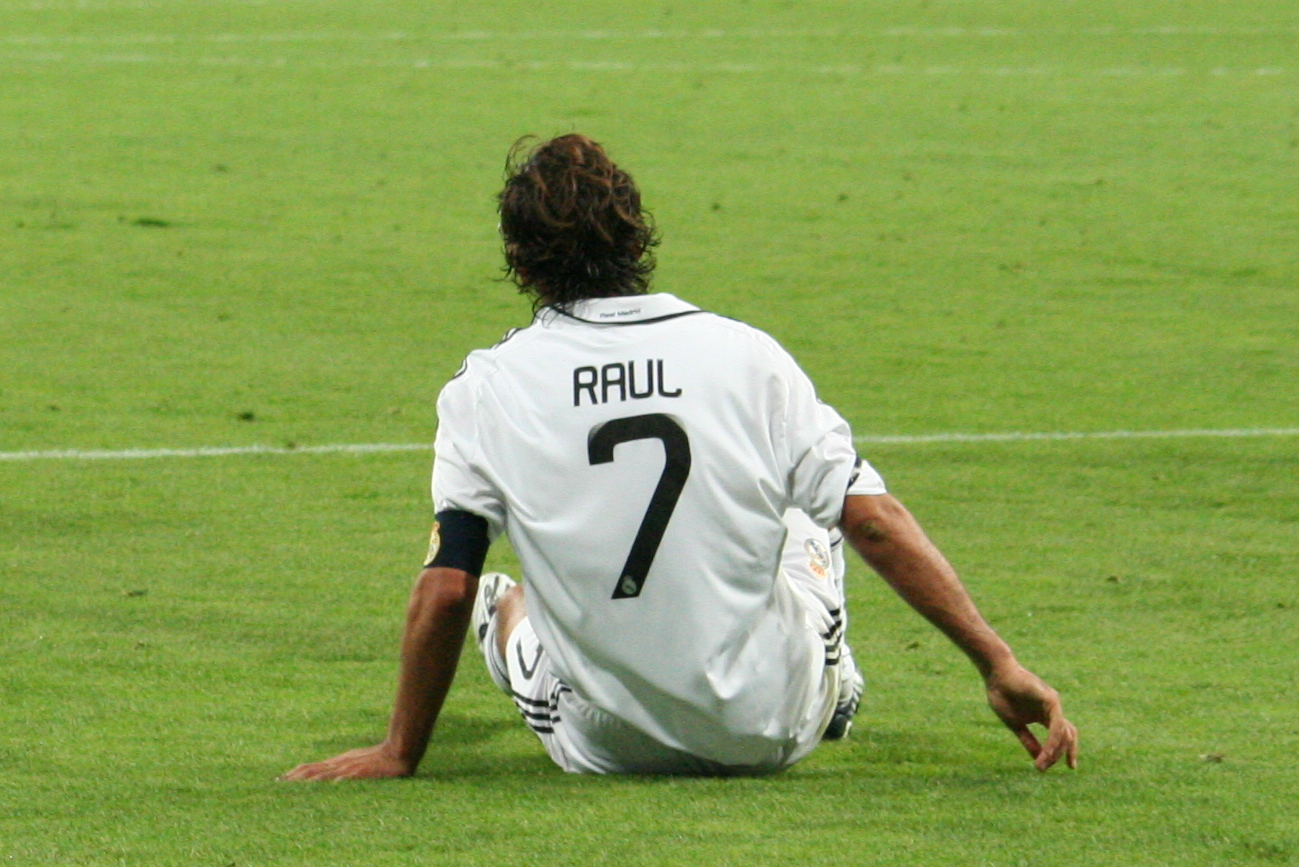
Рауль играл под номером 7 в составе Реала между 1996-м и 2010-м годами

Летом 1994 года Рауль подписал первый профессиональный контракт с «Реалом», однако начало сезона провёл в резервной команде. В октябре 1994 года главный тренер мадридцев Хорхе Вальдано впервые включил молодого футболиста в заявку на матч чемпионата Испании. 29 октября 1994 года Рауль дебютировал в составе «Реала», проведя на поле полный матч против клуба «Реал Сарагоса». Несмотря на то, что «сливочные» проиграли матч со счётом 2:3, игра отдавшего голевую передачу на Ивана Саморано Рауля получила положительные оценки, как тренерского штаба, так и испанской прессы. 5 ноября 1994 года провёл второй матч за «Реал», в мадридском дерби против «Атлетико Мадрид» он сумел заработать пенальти, который успешно реализовал Мичел, затем вновь отдал голевой пас на Саморано, а после этого забил свой первый гол за «сливочных», в итоге ставший победным (игра завершилась со счётом 4:2). Яркий дебют позволил Раулю закрепиться в основном составе мадридцев. Всего за сезон он принял участие в 28 матчах чемпионата Испании, забив девять голов и отдав четыре голевые передачи, и помог «Реалу» выиграть чемпионский титул.
Основная позиция на поле — «под нападающими», «оттянутый форвард» или инсайд. Несмотря на это, является вторым бомбардиром испанской сборной за всю её историю. Предпочитает действовать в подыгрыше и давать больше места партнёрам по атаке.

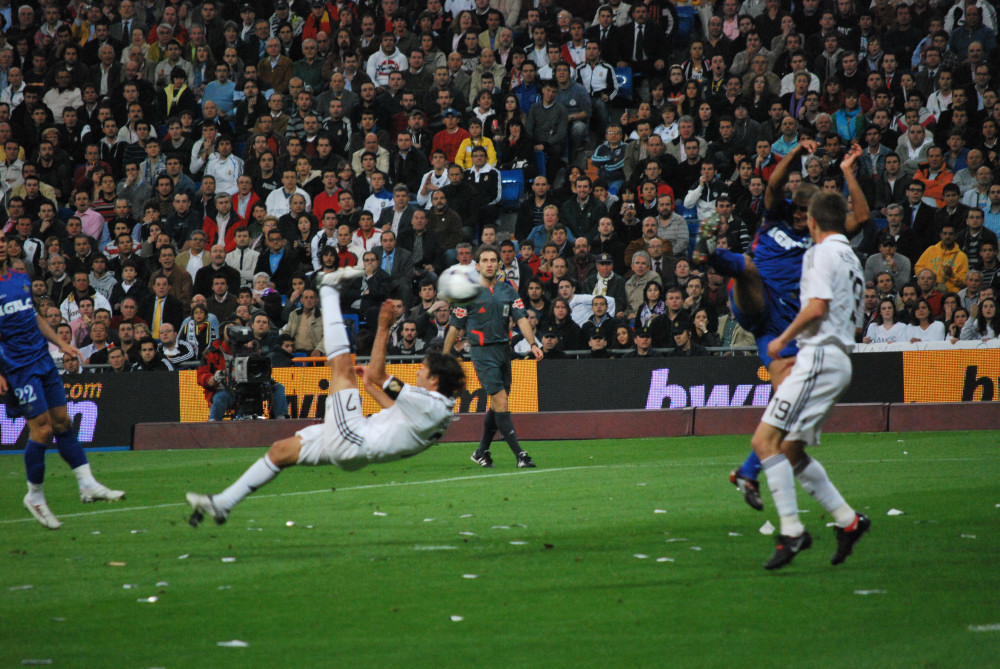
Рауль наносит удар «через себя»

8 марта 2008 года Рауль забил свой 200-й мяч в высшем испанском дивизионе. Забив гол 30 марта в матче 30-го тура Примеры против «Севильи», вышел на второе место по количеству голов за всю историю клуба (290 мячей). Рауль, забив в матче 21-го тура чемпионата Испании в ворота «Нумансии», сравнялся с легендарным Альфредо Ди Стефано по количеству голов в составе «сливочных». Позже, забив гол 15 февраля 2009 года в матче 23-го тура чемпионата Испании в ворота «Спортинга» из Хихона, стал лучшим бомбардиром в истории этого клуба. Он обошёл по количеству голов легендарного Альфредо Ди Стефано. На счету форварда 323 гола в официальных матчах и 361 с учётом товарищеских (неофициальных) матчей за «Реал».

Годы, проведённые в «Реале», были прекрасны. Это мой клуб, и я всегда останусь мадридистом. «Реал» изменил мою жизнь, но настал момент, когда надо было покинуть клуб. Конечно, повязка капитана в такой команде является большой честью, но я искал другое. Я мог бы остаться, но в таком случае не наслаждался бы футболом.

### «Шальке 04»
В 2010 году, в связи с возрастом, Рауль не мог выдавать того же уровня игры, который он демонстрировал на протяжении многих лет. Потому он принял решение переехать в немецкий клуб «Шальке 04», где в Рауле нуждались и хотели видеть его в основном составе клуба.
Рауль подписал с клубом двухлетний контракт и стал игроком стартового состава. 25 сентября открыл счёт своим голам в бундеслиге 2010/11 в матче против мёнхенгладбахской «Боруссии». 20 октября 2010 в матче группового этапа Лиги чемпионов 2010/11 против тель-авивского «Хапоэля» Рауль сделал дубль и тем самым, забив 69-й и 70-й гол в еврокубках (68 из них — в Лиге чемпионов), побил рекорд результативности, который до этого принадлежал Герду Мюллеру. 20 ноября 2010 года в домашнем матче против бременского «Вердера» забил 3 мяча за «Шальке». 18 декабря 2010 года в домашнем матче против «Кёльна» оформил свой второй подряд хет-трик в чемпионате Германии.

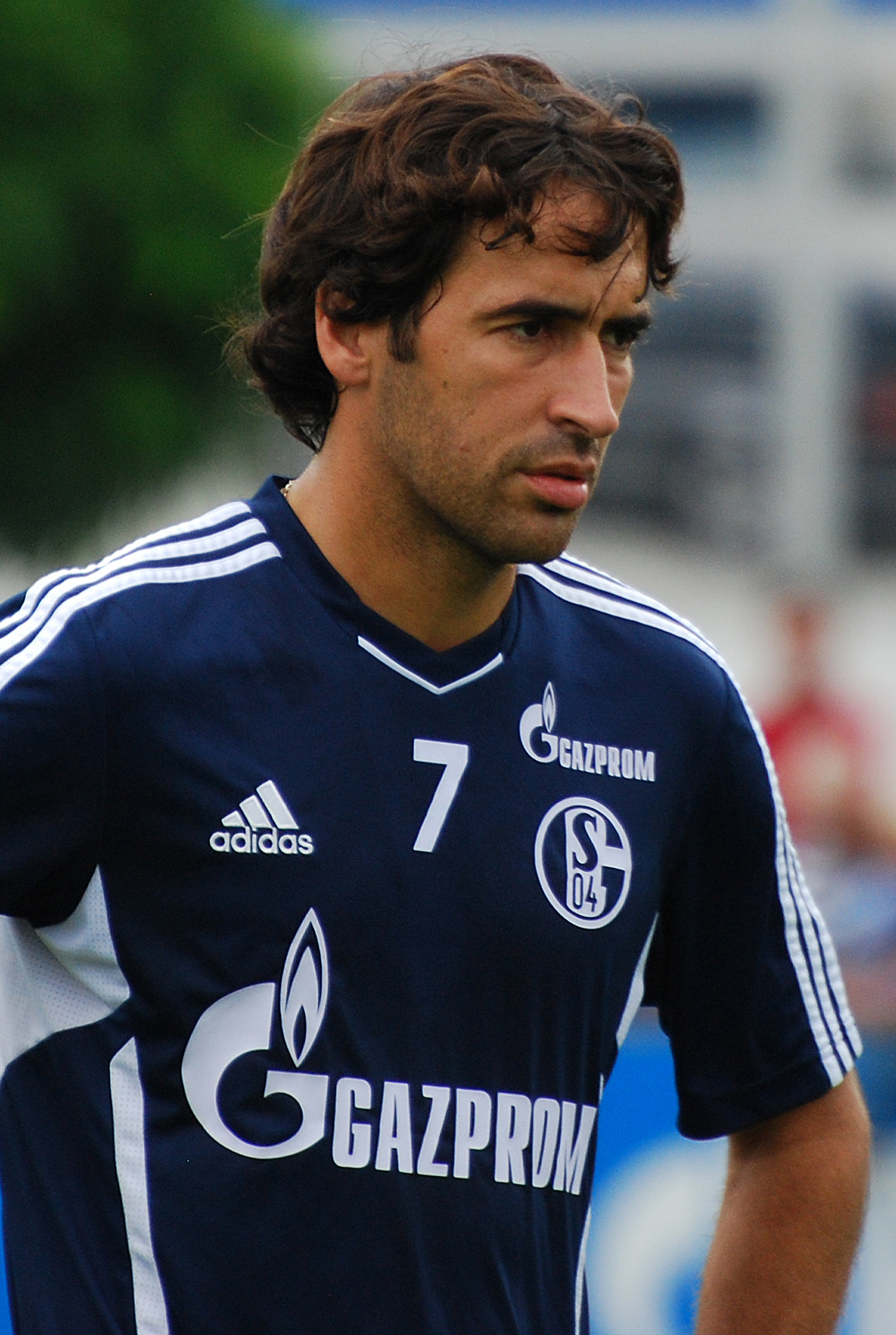
В составе «Шальке 04»

2 марта 2011 года единственный гол Рауля на 15-й минуте гостевого матча против «Баварии» вывел «Шальке» в финал Кубка Германии 2010/11.
5 апреля 2011 года в выездном матче Лиги чемпионов 2010/11 против итальянского «Интернационале» Рауль забил свой 71-й гол в еврокубках, побив тем самым рекорд итальянца Филиппо Индзаги. «Шальке 04» в том матче разгромил итальянский клуб со счетом 5:2. 13 апреля, в ответном матче четвертьфиналом матче Лиги чемпионов против «Интера» испанец забил свой 72-й гол в еврокубках, а его команда победила со счетом 2:1.
Гол Рауля во втором туре Бундеслиги 2011/12 сначала стал лучшим голом месяца по опросу болельщиков «Шальке 04», а в середине сентября Рауль с этим же голом выиграл конкурс «Гол месяца в Германии». 29 января 2012 года этот гол был признан «Лучшим голом 2011 года в Германии».
12 апреля 2012 года появилась информация, что Рауль может перейти в катарский «Аль-Ахли» летом 2012 года. 19 апреля было объявлено, что Рауль покинет «Шальке» летом 2012 года по окончании контракта с клубом. 28 апреля Рауль забил гол в ворота берлинской «Герты», в итоге «Шальке» победил 4:0.

### «Аль-Садд»

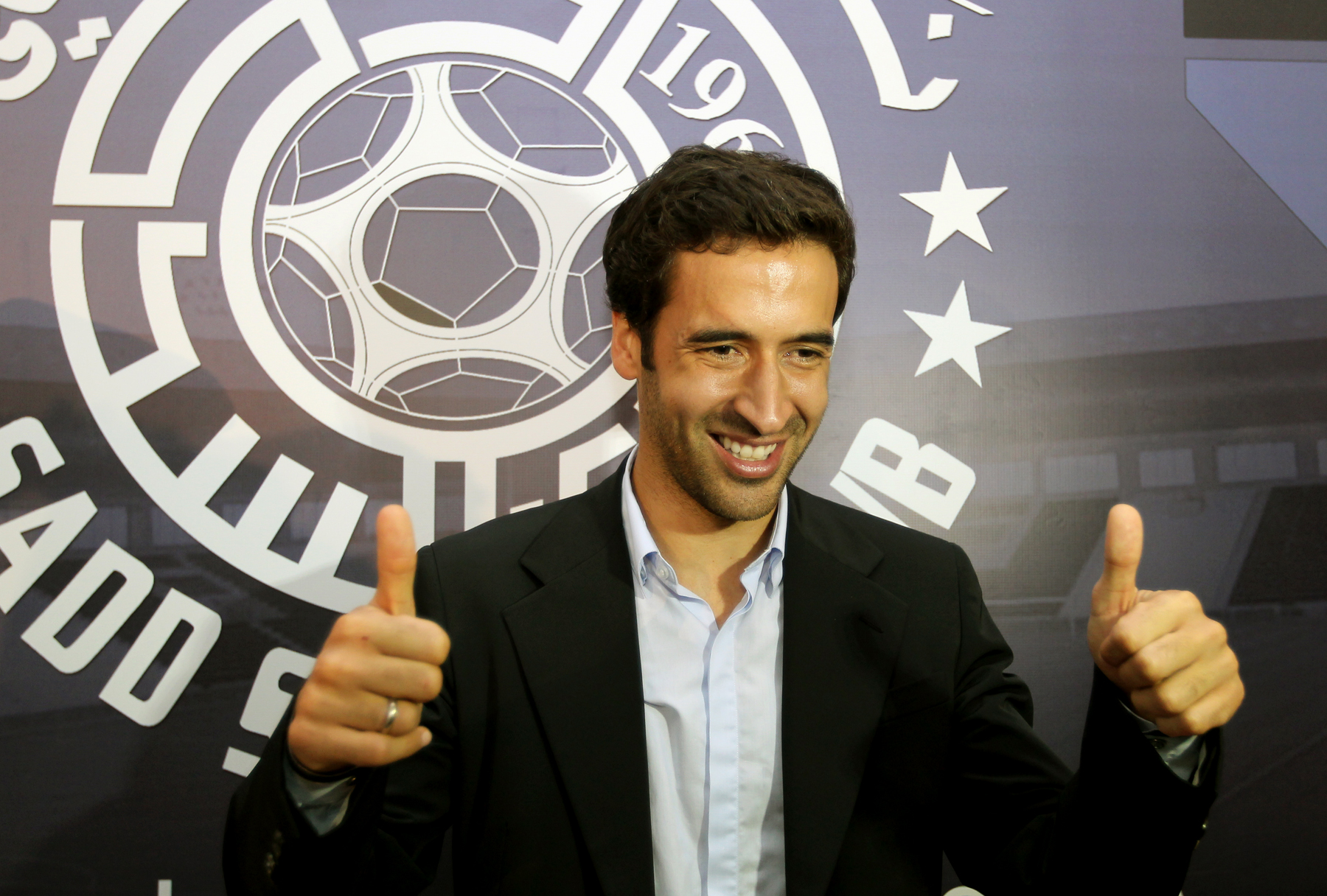
Рауль в день подписания контракта с «Аль-Саддом».

13 мая 2012 года Рауль перешёл в катарский клуб «Аль-Садд». В чемпионате выступал под номером 7. Чаще играет на позиции полузащитника. 13 апреля 2013 года Рауль выиграл чемпионат Катара, будучи вице-капитаном команды.
22 августа 2013 года Рауль отыграл свой прощальный матч за «Реал Мадрид». Первые 45 минут он отыграл в составе «Реала» под 7 номером с капитанской повязкой и забил один гол на 23 минуте. Вторые 45 минут он отыграл за «Аль-Садд». Матч закончился победой «Реала» со счётом 5:0.

### «Нью-Йорк Космос»
30 октября 2014 года подписал долгосрочный контракт с «Нью-Йорк Космос».
В октябре 2015 года заявил о том, что завершает карьеру в ноябре этого же года.
16 ноября 2015 года Рауль провёл свой последний матч в профессиональной карьере. Бывший нападающий сборной Испании отыграл все 90 минут на поле в составе «Нью-Йорк Космос» в финальном матче плей-офф Североамериканской футбольной лиги (NASL) с «Оттава Фьюри». Матч завершился победой «Нью-Йорк Космос» со счётом 3:2.

## Карьера в сборной
С 1994 по 1996 Рауль Бланко выступал за юношескую и молодёжные сборные Испании от 18 до 21 года, за которые в общей сложности сыграл 16 матчей и забил 14 голов. В 1996 году он принял участие в Олимпийском футбольном турнире, сыграв 4 матча и забив один гол за олимпийскую команду Испании.
В 19-летнем возрасте Рауль попал в заявку сборной Испании на чемпионат Европы 1996, не проведя на тот момент ни одного матча за национальную команду. На турнире он на поле также не выходил. Его дебют за сборную состоялся в октябре 1996 года в матче против сборной Чехии. Вскоре после этого он стал основным игроком сборной.
Первым полноценным крупным турниром для Рауля стал чемпионат мира 1998 года, где он отметился голом в ворота сборной Нигерии, но испанская сборная не смогла преодолеть групповой этап. По итогам Евро-2000 Рауль вошёл в символическую сборную турнира, однако там же он совершил один из самых роковых промахов в своей карьере: в четвертьфинальном матче против сборной Франции при счёте 1:2 испанец отправился исполнять пенальти и пробил намного выше ворот, после чего «красная фурия» покинула турнир.
На дальневосточном «мундиале» Рауль отметился тремя голами на групповом этапе и помог команде выйти в плей-офф турнира. Из-за травмы он был вынужден пропустить четвертьфинальный матч против хозяев турнира сборной Южной Кореи, который испанцы проиграли в серии пенальти при спорном судействе. В 2002 году, после ухода из сборной Фернандо Йерро Рауль стал капитаном национальной команды. В этом качестве он выступал на Евро-2004 и чемпионате мира 2006, которые также были неудачными для испанской сборной. В сентябре 2006 года, после сенсационного поражения от сборной Северной Ирландии, со счетом 2:3, Рауль решил завершить международную карьеру.
Перед началом чемпионата Европы 2008 года мадридская пресса писала о необходимости включения Рауля в заявку сборной Испании, да и сам игрок выражал готовность приехать в сборную по первому же зову тренерского штаба. Однако его не оказалось даже в предварительном списке из 31 кандидатов на включение в окончательную заявку сборной Испании. Таким образом, нападающий пропустил три следующих крупных турнира, которые стали для сборной триумфальными.
Всего в составе сборной Испании он сыграл 102 матча и забил 44 мяча, что некоторое время было рекордом (в 2011 году его побил Давид Вилья).

## Тренерская карьера
В августе 2018 года Рауль вернулся в родной клуб, став тренером юношеской команды «Реала». Менее чем через год, 20 июня 2019 года он стал главным тренером «Реал Мадрид Кастилья». По итогам первого сезона Рауль сумел привести команду к победе в Юношеской лиге УЕФА, в финале которой со счётом 3:2 была обыграна «Бенфика».
Осенью 2022 года отказался возглавить «Шальке 04», в котором играл в течение карьеры.

## Личная жизнь
Рауль женат на бывшей модели Мамен Санс, у них четверо сыновей: Хорхе, Уго и близнецы Матео и Эктор. Пятый ребёнок — дочь Мария, появилась на свет 4 декабря 2009 года.
Первый ребёнок Хорхе был назван в честь Хорхе Вальдано — человека, который сыграл очень важную роль в становлении карьеры Рауля. Второй ребёнок Уго по слухам был назван в честь знаменитого игрока мадридского Реала Уго Санчеса. Хорхе и Уго пошли по стопам отца и также стали футболистами.
Рауль любит читать (особенно книги Артуро Переса-Реверте), слушать испанскую музыку, наблюдать за корридой и охотой.

## Достижения

### В качестве игрока
«Реал Мадрид»
- Чемпион Испании (6): 1994/95, 1996/97, 2000/01, 2002/03, 2006/07, 2007/08
- Обладатель Суперкубка Испании (4): 1997, 2001, 2003, 2008
- Победитель Лиги чемпионов УЕФА (3): 1997/98, 1999/00, 2001/02
- Обладатель Суперкубка УЕФА: 2002
- Обладатель Межконтинентального кубка (2): 1998, 2002
- Итого: 16 трофеев

«Шальке 04»
- Обладатель Кубка Германии: 2010/11
- Обладатель Суперкубка Германии: 2011
- Итого: 2 трофея

«Аль-Садд»
- Чемпион Катара: 2012/13
- Обладатель Кубка эмира Катара: 2014
- Итого: 2 трофея

«Нью-Йорк Космос»
- Чемпион Североамериканской футбольной лиги (NASL): 2015
- Итого: 1 трофей

### В качестве тренера
«Реал Мадрид» (до 19 лет)
- Победитель Юношеской лиги чемпионов УЕФА: 2019/20[42]

### Личные
- Лучший молодой игрок чемпионата Испании 1995 года («Don Balon»)
- Третий футболист мира 2001 года (по версии ФИФА)
- Обладатель «Серебряного мяча» второго футболиста Европы 2001 года (по версии журнала «France-Football»)
- Лучший футболист года в Испании по версии Don Balon: 1997, 1999, 2000, 2001, 2002
- Футболист года в Испании по версии El País: 1996, 1997, 1999, 2000, 2001
- Лучший нападающий европейского сезона: 1999/00, 2000/01, 2002/03
- Входит в состав символической сборной по итогам чемпионата Европы 2000 (по версии УЕФА)
- Обладатель трофея «Легенда» по версии читателей газеты «Marca»
- Обладатель «Бронзовой бутсы» среди лучших бомбардиров национальных чемпионатов Европы 1999 года(25 голов — 50 очков) (награда «ESM»)
- Обладатель «Бронзовой бутсы» среди лучших бомбардиров национальных чемпионатов Европы 2001 года (24 гола — 48 очков) (награда «ESM»)
- Обладатель трофея «Пичичи» лучшего бомбардира первенства Ла-Лиги сезона 1998—1999, 2000—2001 годов
- Обладатель приза IFFHS лучшему бомбардиру мира в международных матчах: 1999[43]
- В апреле 2007 года получил звание джентльмена Fair Play за то, что на протяжении двух с половиной лет (начиная с октября 2004) не получил ни одной жёлтой карточки в официальных матчах
- Входит в список ФИФА 100
- Лучший бомбардир Лиги чемпионов УЕФА (2): 2000, 2001
- Рекордсмен по количеству сыгранных матчей в составе «Реал Мадрид» 741 матч
- Лучший бомбардир отбора к чемпионату Европы: 2000 (11 голов)
- Трофей Альфредо Ди Стефано-2008 (приз лучшему игроку чемпионата Испании)
- Лауреат премии «АС» «Лучший спортсмен года» 2007 год
- Признан лучшим игроком декабря в «Шальке 04»
- Входит в состав символической сборной Лиги Чемпионов сезона 2010—2011
- Лучший футболист Испании всех времен («Marca»)
- Входит в список 50 лучших футболистов Лиги Чемпионов за последние 20 лет
- Включён в Зал славы «Шальке 04»[44]
- За всю карьеру не заработал ни одного удаления[45].

## Статистика выступлений

### Обзор карьеры
| Команда          | Период           | Официальные матчи | Официальные матчи | Неофициальные матчи | Неофициальные матчи | Итого | Итого |
| Команда          | Период           | Игры              | Голы              | Игры                | Голы                | Игры  | Голы  |
| ---------------- | ---------------- | ----------------- | ----------------- | ------------------- | ------------------- | ----- | ----- |
| Реал Мадрид      | 1994—2010        | 741               | 323               | 113                 | 38                  | 854   | 361   |
| Реал Мадрид B    | 1994             | 1                 | 0                 | 0                   | 0                   | 1     | 0     |
| Реал Мадрид C    | 1994             | 9                 | 16                | 0                   | 0                   | 9     | 16    |
| Шальке 04        | 2010—2012        | 98                | 40                | 12                  | 3                   | 110   | 43    |
| Аль-Садд         | 2012—2014        | 61                | 16                | 14                  | 8                   | 75    | 24    |
| Нью-Йорк Космос  | 2014—2015        | 32                | 9                 | 5                   | 1                   | 37    | 10    |
| Испания          | 1996—2006        | 102               | 44                | 0                   | 0                   | 102   | 44    |
| Испания (до 18)  | 1994             | 2                 | 4                 | 0                   | 0                   | 2     | 4     |
| Испания (до 20)  | 1995             | 5                 | 3                 | 0                   | 0                   | 5     | 3     |
| Испания (до 21)  | 1995—1996        | 9                 | 8                 | 0                   | 0                   | 9     | 8     |
| Испания (до 23)  | 1996             | 4                 | 2                 | 1                   | 2                   | 5     | 4     |
| Прочие           | 1995—2016        | -                 | -                 | 11                  | 11                  | 11    | 11    |
| Всего за карьеру | Всего за карьеру | 1064              | 465               | 156                 | 63                  | 1220  | 528   |

### Клубная карьера
| Клуб                      | Сезон            | Лига | Лига | Кубки | Кубки | Еврокубки / Кубки АФК | Еврокубки / Кубки АФК | Прочие | Прочие | Итого | Итого | Товарищеские матчи | Товарищеские матчи | Всего | Всего |
| Клуб                      | Сезон            | Игры | Голы | Игры  | Голы  | Игры                  | Голы                  | Игры   | Голы   | Игры  | Голы  | Игры               | Голы               | Игры  | Голы  |
| ------------------------- | ---------------- | ---- | ---- | ----- | ----- | --------------------- | --------------------- | ------ | ------ | ----- | ----- | ------------------ | ------------------ | ----- | ----- |
| Реал Мадрид C (фарм-клуб) | 1994/95          | 9    | 16   | -     | -     | -                     | -                     | 0      | 0      | 9     | 16    | 0                  | 0                  | 9     | 16    |
| Реал Мадрид C (фарм-клуб) | Итого            | 9    | 16   | 0     | 0     | 0                     | 0                     | 0      | 0      | 9     | 16    | 0                  | 0                  | 9     | 16    |
| Реал Мадрид B (фарм-клуб) | 1994/95          | 1    | 0    | -     | -     | -                     | -                     | 0      | 0      | 1     | 0     | 0                  | 0                  | 1     | 0     |
| Реал Мадрид B (фарм-клуб) | Итого            | 1    | 0    | 0     | 0     | 0                     | 0                     | 0      | 0      | 1     | 0     | 0                  | 0                  | 1     | 0     |
| Реал Мадрид               | 1994/95          | 28   | 9    | 2     | 1     | 0                     | 0                     | 0      | 0      | 30    | 10    | 7                  | 3                  | 37    | 13    |
| Реал Мадрид               | 1995/96          | 40   | 19   | 2     | 1     | 8                     | 6                     | 2      | 0      | 52    | 26    | 10                 | 4                  | 62    | 30    |
| Реал Мадрид               | 1996/97          | 42   | 21   | 5     | 1     | 0                     | 0                     | 0      | 0      | 47    | 22    | 10                 | 5                  | 57    | 27    |
| Реал Мадрид               | 1997/98          | 35   | 10   | 1     | 0     | 11                    | 2                     | 2      | 3      | 49    | 15    | 3                  | 0                  | 52    | 15    |
| Реал Мадрид               | 1998/99          | 37   | 25   | 2     | 0     | 8                     | 3                     | 2      | 1      | 49    | 29    | 5                  | 2                  | 54    | 31    |
| Реал Мадрид               | 1999/00          | 34   | 17   | 4     | 0     | 15                    | 10                    | 4      | 2      | 57    | 29    | 9                  | 1                  | 66    | 30    |
| Реал Мадрид               | 2000/01          | 36   | 24   | 0     | 0     | 12                    | 7                     | 2      | 1      | 50    | 32    | 4                  | 1                  | 54    | 33    |
| Реал Мадрид               | 2001/02          | 35   | 14   | 6     | 6     | 12                    | 6                     | 2      | 3      | 55    | 29    | 7                  | 3                  | 62    | 32    |
| Реал Мадрид               | 2002/03          | 31   | 16   | 2     | 0     | 12                    | 9                     | 2      | 0      | 47    | 25    | 6                  | 1                  | 53    | 26    |
| Реал Мадрид               | 2003/04          | 35   | 11   | 7     | 6     | 9                     | 2                     | 2      | 1      | 53    | 20    | 5                  | 1                  | 58    | 21    |
| Реал Мадрид               | 2004/05          | 32   | 9    | 1     | 0     | 10                    | 4                     | 0      | 0      | 43    | 13    | 5                  | 2                  | 48    | 15    |
| Реал Мадрид               | 2005/06          | 26   | 5    | 0     | 0     | 6                     | 2                     | 0      | 0      | 32    | 7     | 10                 | 4                  | 42    | 11    |
| Реал Мадрид               | 2006/07          | 35   | 7    | 1     | 0     | 7                     | 5                     | 0      | 0      | 43    | 12    | 9                  | 3                  | 52    | 15    |
| Реал Мадрид               | 2007/08          | 37   | 18   | 1     | 0     | 8                     | 5                     | 2      | 0      | 48    | 23    | 7                  | 1                  | 55    | 24    |
| Реал Мадрид               | 2008/09          | 37   | 18   | 1     | 3     | 7                     | 3                     | 2      | 0      | 47    | 24    | 6                  | 2                  | 53    | 26    |
| Реал Мадрид               | 2009/10          | 30   | 5    | 2     | 0     | 7                     | 2                     | 0      | 0      | 39    | 7     | 10                 | 5                  | 49    | 12    |
| Реал Мадрид               | Итого            | 550  | 228  | 37    | 18    | 132                   | 66                    | 22     | 11     | 741   | 323   | 113                | 38                 | 854   | 361   |
| Шальке 04                 | 2010/11          | 34   | 13   | 4     | 1     | 12                    | 5                     | 1      | 0      | 51    | 19    | 5                  | 2                  | 56    | 21    |
| Шальке 04                 | 2011/12          | 32   | 15   | 3     | 2     | 11                    | 4                     | 1      | 0      | 47    | 21    | 7                  | 1                  | 54    | 22    |
| Шальке 04                 | Итого            | 66   | 28   | 7     | 3     | 23                    | 9                     | 2      | 0      | 98    | 40    | 12                 | 3                  | 110   | 43    |
| Аль-Садд                  | 2012/13          | 22   | 9    | 12    | 3     | 0                     | 0                     | 0      | 0      | 34    | 12    | 8                  | 3                  | 42    | 15    |
| Аль-Садд                  | 2013/14          | 17   | 2    | 5     | 2     | 5                     | 0                     | 0      | 0      | 27    | 4     | 6                  | 5                  | 33    | 9     |
| Аль-Садд                  | Итого            | 39   | 11   | 17    | 5     | 5                     | 0                     | 0      | 0      | 61    | 16    | 14                 | 8                  | 75    | 24    |
| Нью-Йорк Космос           | 2015             | 30   | 9    | 2     | 0     | -                     | -                     | 0      | 0      | 32    | 9     | 5                  | 1                  | 37    | 10    |
| Нью-Йорк Космос           | Итого            | 30   | 9    | 2     | 0     | 0                     | 0                     | 0      | 0      | 32    | 9     | 5                  | 1                  | 37    | 10    |
| Всего за карьеру          | Всего за карьеру | 695  | 292  | 63    | 26    | 160                   | 75                    | 24     | 11     | 942   | 404   | 144                | 50                 | 1086  | 454   |

### Матчи и голы за сборную
| Матчи и голы Рауля Гонсалеса за сборную Испании | Матчи и голы Рауля Гонсалеса за сборную Испании | Матчи и голы Рауля Гонсалеса за сборную Испании | Матчи и голы Рауля Гонсалеса за сборную Испании | Матчи и голы Рауля Гонсалеса за сборную Испании | Матчи и голы Рауля Гонсалеса за сборную Испании | Матчи и голы Рауля Гонсалеса за сборную Испании |
| №                                               | Дата                                            | Оппонент                                        | Счёт                                            | Пропущено голов                                 | Соревнование                                    |                                                 |
| ----------------------------------------------- | ----------------------------------------------- | ----------------------------------------------- | ----------------------------------------------- | ----------------------------------------------- | ----------------------------------------------- | ----------------------------------------------- |
| 1                                               | 9 октября 1996                                  | Чехия                                           | 0:0                                             | —                                               | Отборочные матчи ЧМ-1998                        |                                                 |
| 2                                               | 13 ноября 1996                                  | Словакия                                        | 4:1                                             | —                                               | Отборочные матчи ЧМ-1998                        |                                                 |
| 3                                               | 14 декабря 1996                                 | Югославия                                       | 2:0                                             | 1                                               | Отборочные матчи ЧМ-1998                        |                                                 |
| 4                                               | 18 декабря 1996                                 | Мальта                                          | 3:0                                             | —                                               | Отборочные матчи ЧМ-1998                        |                                                 |
| 5                                               | 12 февраля 1997                                 | Мальта                                          | 4:0                                             | —                                               | Отборочные матчи ЧМ-1998                        |                                                 |
| 6                                               | 30 апреля 1997                                  | Югославия                                       | 1:1                                             | —                                               | Отборочные матчи ЧМ-1998                        |                                                 |
| 7                                               | 8 июня 1997                                     | Чехия                                           | 1:0                                             | —                                               | Отборочные матчи ЧМ-1998                        |                                                 |
| 8                                               | 24 сентября 1997                                | Словакия                                        | 2:1                                             | —                                               | Отборочные матчи ЧМ-1998                        |                                                 |
| 9                                               | 11 октября 1997                                 | Фарерские острова                               | 3:1                                             | —                                               | Отборочные матчи ЧМ-1998                        |                                                 |
| 10                                              | 19 ноября 1997                                  | Румыния                                         | 1:1                                             | —                                               | Товарищеский матч                               |                                                 |
| 11                                              | 28 января 1998                                  | Франция                                         | 0:1                                             | —                                               | Товарищеский матч                               |                                                 |
| 12                                              | 25 марта 1998                                   | Швеция                                          | 4:0                                             | 1                                               | Товарищеский матч                               |                                                 |
| 13                                              | 3 июня 1998                                     | Северная Ирландия                               | 3:1                                             | —                                               | Товарищеский матч                               |                                                 |
| 14                                              | 13 июня 1998                                    | Нигерия                                         | 2:3                                             | 1                                               | Финальные матчи ЧМ-1998                         |                                                 |
| 15                                              | 19 июня 1998                                    | Парагвай                                        | 0:0                                             | —                                               | Финальные матчи ЧМ-1998                         |                                                 |
| 16                                              | 24 июня 1998                                    | Болгария                                        | 6:1                                             | —                                               | Финальные матчи ЧМ-1998                         |                                                 |
| 17                                              | 5 сентября 1998                                 | Кипр                                            | 2:3                                             | 1                                               | Отборочные матчи ЧЕ-2000                        |                                                 |
| 18                                              | 23 сентября 1998                                | Россия                                          | 1:0                                             | —                                               | Товарищеский матч                               |                                                 |
| 19                                              | 14 октября 1998                                 | Израиль                                         | 2:1                                             | —                                               | Отборочные матчи ЧЕ-2000                        |                                                 |
| 20                                              | 18 ноября 1998                                  | Италия                                          | 2:2                                             | 1                                               | Товарищеский матч                               |                                                 |
| 21                                              | 27 марта 1999                                   | Австрия                                         | 9:0                                             | 4                                               | Отборочные матчи ЧЕ-2000                        |                                                 |
| 22                                              | 31 марта 1999                                   | Сан-Марино                                      | 6:0                                             | 3                                               | Отборочные матчи ЧЕ-2000                        |                                                 |
| 23                                              | 5 июня 1999                                     | Сан-Марино                                      | 9:0                                             | 1                                               | Отборочные матчи ЧЕ-2000                        |                                                 |
| 24                                              | 18 августа 1999                                 | Польша                                          | 2:1                                             | —                                               | Товарищеский матч                               |                                                 |
| 25                                              | 4 сентября 1999                                 | Австрия                                         | 3:1                                             | 1                                               | Отборочные матчи ЧЕ-2000                        |                                                 |
| 26                                              | 8 сентября 1999                                 | Кипр                                            | 8:0                                             | —                                               | Отборочные матчи ЧЕ-2000                        |                                                 |
| 27                                              | 10 октября 1999                                 | Израиль                                         | 3:0                                             | 1                                               | Отборочные матчи ЧЕ-2000                        |                                                 |
| 28                                              | 13 ноября 1999                                  | Бразилия                                        | 0:0                                             | —                                               | Товарищеский матч                               |                                                 |
| 29                                              | 17 ноября 1999                                  | Аргентина                                       | 0:2                                             | —                                               | Товарищеский матч                               |                                                 |
| 30                                              | 26 января 2000                                  | Польша                                          | 3:0                                             | 1                                               | Товарищеский матч                               |                                                 |
| 31                                              | 29 марта 2000                                   | Италия                                          | 2:0                                             | —                                               | Товарищеский матч                               |                                                 |
| 32                                              | 13 июня 2000                                    | Норвегия                                        | 0:1                                             | —                                               | Финальные матчи ЧЕ-2000                         |                                                 |
| 33                                              | 18 июня 2000                                    | Словения                                        | 2:1                                             | 1                                               | Финальные матчи ЧЕ-2000                         |                                                 |
| 34                                              | 20 июня 2000                                    | Югославия                                       | 4:3                                             | —                                               | Финальные матчи ЧЕ-2000                         |                                                 |
| 35                                              | 25 июня 2000                                    | Франция                                         | 1:2                                             | —                                               | Финальные матчи ЧЕ-2000                         |                                                 |
| 36                                              | 16 августа 2000                                 | Германия                                        | 1:4                                             | 1                                               | Товарищеский матч                               |                                                 |
| 37                                              | 2 сентября 2000                                 | Босния и Герцеговина                            | 2:1                                             | —                                               | Отборочные матчи ЧМ-2002                        |                                                 |
| 38                                              | 7 октября 2000                                  | Израиль                                         | 2:0                                             | —                                               | Отборочные матчи ЧМ-2002                        |                                                 |
| 39                                              | 11 октября 2000                                 | Австрия                                         | 1:1                                             | —                                               | Отборочные матчи ЧМ-2002                        |                                                 |
| 40                                              | 15 ноября 2000                                  | Нидерланды                                      | 1:2                                             | —                                               | Товарищеский матч                               |                                                 |
| 41                                              | 28 февраля 2001                                 | Англия                                          | 0:3                                             | —                                               | Товарищеский матч                               |                                                 |
| 42                                              | 24 марта 2001                                   | Лихтенштейн                                     | 5:0                                             | 1                                               | Отборочные матчи ЧМ-2002                        |                                                 |
| 43                                              | 28 марта 2001                                   | Франция                                         | 2:1                                             | —                                               | Товарищеский матч                               |                                                 |
| 44                                              | 25 апреля 2001                                  | Япония                                          | 1:0                                             | —                                               | Товарищеский матч                               |                                                 |
| 45                                              | 2 июня 2001                                     | Босния и Герцеговина                            | 4:1                                             | 1                                               | Отборочные матчи ЧМ-2002                        |                                                 |
| 46                                              | 6 июня 2001                                     | Израиль                                         | 1:1                                             | 1                                               | Отборочные матчи ЧМ-2002                        |                                                 |
| 47                                              | 1 сентября 2001                                 | Австрия                                         | 4:0                                             | —                                               | Отборочные матчи ЧМ-2002                        |                                                 |
| 48                                              | 5 сентября 2001                                 | Лихтенштейн                                     | 2:0                                             | 1                                               | Отборочные матчи ЧМ-2002                        |                                                 |
| 49                                              | 14 ноября 2001                                  | Мексика                                         | 1:0                                             | 1                                               | Товарищеский матч                               |                                                 |
| 50                                              | 27 марта 2002                                   | Нидерланды                                      | 0:1                                             | —                                               | Товарищеский матч                               |                                                 |
| 51                                              | 17 апреля 2002                                  | Северная Ирландия                               | 5:0                                             | 2                                               | Товарищеский матч                               |                                                 |
| 52                                              | 2 июня 2002                                     | Словения                                        | 3:1                                             | 1                                               | Финальные матчи ЧМ-2002                         |                                                 |
| 53                                              | 7 июня 2002                                     | Парагвай                                        | 3:1                                             | —                                               | Финальные матчи ЧМ-2002                         |                                                 |
| 54                                              | 12 июня 2002                                    | ЮАР                                             | 3:2                                             | 2                                               | Финальные матчи ЧМ-2002                         |                                                 |
| 55                                              | 16 июня 2002                                    | Ирландия                                        | 1:1 (3:2 пен.)                                  | —                                               | Финальные матчи ЧМ-2002                         |                                                 |
| 56                                              | 21 августа 2002                                 | Венгрия                                         | 1:1                                             | —                                               | Товарищеский матч                               |                                                 |
| 57                                              | 7 сентября 2002                                 | Греция                                          | 2:0                                             | 1                                               | Отборочные матчи ЧЕ-2004                        |                                                 |
| 58                                              | 12 октября 2002                                 | Северная Ирландия                               | 3:0                                             | —                                               | Отборочные матчи ЧЕ-2004                        |                                                 |
| 59                                              | 12 февраля 2003                                 | Германия                                        | 3:1                                             | 2                                               | Товарищеский матч                               |                                                 |
| 60                                              | 29 марта 2003                                   | Украина                                         | 2:2                                             | 1                                               | Отборочные матчи ЧЕ-2004                        |                                                 |
| 61                                              | 2 апреля 2003                                   | Армения                                         | 3:0                                             | —                                               | Отборочные матчи ЧЕ-2004                        |                                                 |
| 62                                              | 7 июня 2003                                     | Греция                                          | 0:1                                             | —                                               | Отборочные матчи ЧЕ-2004                        |                                                 |
| 63                                              | 11 июня 2003                                    | Северная Ирландия                               | 0:0                                             | —                                               | Отборочные матчи ЧЕ-2004                        |                                                 |
| 64                                              | 6 сентября 2003                                 | Португалия                                      | 3:0                                             | —                                               | Товарищеский матч                               |                                                 |
| 65                                              | 10 сентября 2003                                | Украина                                         | 2:1                                             | 2                                               | Отборочные матчи ЧЕ-2004                        |                                                 |
| 66                                              | 11 октября 2003                                 | Армения                                         | 4:0                                             | 1                                               | Отборочные матчи ЧЕ-2004                        |                                                 |
| 67                                              | 15 ноября 2003                                  | Норвегия                                        | 2:1                                             | 1                                               | Отборочные матчи ЧЕ-2004                        |                                                 |
| 68                                              | 19 ноября 2003                                  | Норвегия                                        | 3:0                                             | 1                                               | Отборочные матчи ЧЕ-2004                        |                                                 |
| 69                                              | 18 февраля 2004                                 | Перу                                            | 2:1                                             | —                                               | Товарищеский матч                               |                                                 |
| 70                                              | 31 марта 2004                                   | Дания                                           | 2:0                                             | 1                                               | Товарищеский матч                               |                                                 |
| 71                                              | 28 апреля 2004                                  | Италия                                          | 1:1                                             | —                                               | Товарищеский матч                               |                                                 |
| 72                                              | 5 июня 2004                                     | Андорра                                         | 4:0                                             | —                                               | Товарищеский матч                               |                                                 |
| 73                                              | 12 июня 2004                                    | Россия                                          | 1:0                                             | —                                               | Финальные матчи ЧЕ-2004                         |                                                 |
| 74                                              | 16 июня 2004                                    | Греция                                          | 1:1                                             | —                                               | Финальные матчи ЧЕ-2004                         |                                                 |
| 75                                              | 20 июня 2004                                    | Португалия                                      | 0:1                                             | —                                               | Финальные матчи ЧЕ-2004                         |                                                 |
| 76                                              | 18 августа 2004                                 | Венесуэла                                       | 3:2                                             | —                                               | Товарищеский матч                               |                                                 |
| 77                                              | 3 сентября 2004                                 | Шотландия                                       | 1:1                                             | 1                                               | Товарищеский матч                               |                                                 |
| 78                                              | 8 сентября 2004                                 | Босния и Герцеговина                            | 1:1                                             | —                                               | Отборочные матчи ЧМ-2006                        |                                                 |
| 79                                              | 9 октября 2004                                  | Бельгия                                         | 2:0                                             | 1                                               | Отборочные матчи ЧМ-2006                        |                                                 |
| 80                                              | 13 октября 2004                                 | Литва                                           | 0:0                                             | —                                               | Отборочные матчи ЧМ-2006                        |                                                 |
| 81                                              | 17 ноября 2004                                  | Англия                                          | 1:0                                             | —                                               | Товарищеский матч                               |                                                 |
| 82                                              | 9 февраля 2005                                  | Сан-Марино                                      | 5:0                                             | 1                                               | Отборочные матчи ЧМ-2006                        |                                                 |
| 83                                              | 30 марта 2005                                   | Сербия и Черногория                             | 0:0                                             | —                                               | Отборочные матчи ЧМ-2006                        |                                                 |
| 84                                              | 4 июня 2005                                     | Литва                                           | 1:0                                             | —                                               | Отборочные матчи ЧМ-2006                        |                                                 |
| 85                                              | 8 июня 2005                                     | Босния и Герцеговина                            | 1:1                                             | —                                               | Отборочные матчи ЧМ-2006                        |                                                 |
| 86                                              | 17 августа 2005                                 | Англия                                          | 2:0                                             | —                                               | Товарищеский матч                               |                                                 |
| 87                                              | 3 сентября 2005                                 | Канада                                          | 2:1                                             | —                                               | Товарищеский матч                               |                                                 |
| 88                                              | 7 сентября 2005                                 | Сербия и Черногория                             | 1:1                                             | 1                                               | Отборочные матчи ЧМ-2006                        |                                                 |
| 89                                              | 8 октября 2005                                  | Бельгия                                         | 2:0                                             | —                                               | Отборочные матчи ЧМ-2006                        |                                                 |
| 90                                              | 12 октября 2005                                 | Сан-Марино                                      | 6:0                                             | —                                               | Отборочные матчи ЧМ-2006                        |                                                 |
| 91                                              | 12 ноября 2005                                  | Словакия                                        | 5:1                                             | —                                               | Отборочные матчи ЧМ-2006                        |                                                 |
| 92                                              | 16 ноября 2005                                  | Словакия                                        | 1:1                                             | —                                               | Отборочные матчи ЧМ-2006                        |                                                 |
| 93                                              | 27 мая 2006                                     | Россия                                          | 0:0                                             | —                                               | Товарищеский матч                               |                                                 |
| 94                                              | 3 июня 2006                                     | Египет                                          | 2:0                                             | 1                                               | Товарищеский матч                               |                                                 |
| 95                                              | 7 июня 2006                                     | Хорватия                                        | 2:1                                             | —                                               | Товарищеский матч                               |                                                 |
| 96                                              | 14 июня 2006                                    | Украина                                         | 4:0                                             | —                                               | Финальные матчи ЧМ-2006                         |                                                 |
| 97                                              | 19 июня 2006                                    | Тунис                                           | 3:1                                             | 1                                               | Финальные матчи ЧМ-2006                         |                                                 |
| 98                                              | 23 июня 2006                                    | Саудовская Аравия                               | 1:0                                             | —                                               | Финальные матчи ЧМ-2006                         |                                                 |
| 99                                              | 27 июня 2006                                    | Франция                                         | 1:3                                             | —                                               | Финальные матчи ЧМ-2006                         |                                                 |
| 100                                             | 15 августа 2006                                 | Исландия                                        | 0:0                                             | —                                               | Товарищеский матч                               |                                                 |
| 101                                             | 2 сентября 2006                                 | Лихтенштейн                                     | 4:0                                             | —                                               | Отборочные матчи ЧЕ-2008                        |                                                 |
| 102                                             | 6 сентября 2006                                 | Северная Ирландия                               | 2:3                                             | —                                               | Отборочные матчи ЧЕ-2008                        |                                                 |

### Статистика тренера
| Команда              | Страна  | Начало работы | Завершение работы | Показатели | Показатели | Показатели | Показатели | Показатели | Показатели | Показатели | Показатели |
| Команда              | Страна  | Начало работы | Завершение работы | М          | В          | Н          | П          | МЗ         | МП         | РМ         | % побед    |
| -------------------- | ------- | ------------- | ----------------- | ---------- | ---------- | ---------- | ---------- | ---------- | ---------- | ---------- | ---------- |
| Реал Мадрид Кастилья | Испания | 1 июля 2019   | н.в.              | 187        | 76         | 58         | 53         | 284        | 218        | +66        | 40,64      |
| Итого                | Итого   | Итого         | Итого             | 187        | 76         | 58         | 53         | 284        | 218        | +66        | 40,64      |